# 청미도서관
청미도서관은 경기도 이천시 소재의 시립 도서관이다.

## 연혁
1993년 5월 26일 시립도서관 건립 계획을 수립하였다.
2002년 12월 27일 개관하였다.

## 시설현황
133969권의 도서를 보유하고 있다.